# Bentley 4 Litre
 La 4 Litre è un'autovettura costruita dalla Bentley nel 1931. All'epoca la Casa automobilistica britannica era in difficoltà finanziaria ed il lancio del modello era un tentativo per risanare la situazione economica ed avvicinare nuovi clienti. L'azienda si trovò comunque a rischio fallimento poco dopo il lancio della vettura, e la rivale di sempre, la Rolls-Royce, rilevò la Bentley stessa.
Il modello utilizzava un motore “Ricardo” con testata “ad F”. Il motore con testata ad F era un propulsore usato nel XX secolo con valvole di aspirazione posizionate in testa e valvole di scarico su un lato del monoblocco. Il convenzionale motore in linea a sei cilindri aveva un alesaggio di 85 mm ed una corsa di 115 mm, che portavano la cilindrata a 3915 cm³. Questo propulsore rappresentò un'involuzione rispetto a quelli montati sui modelli precedenti, sia come potenza che come innovazioni tecnologiche.